# Головатый, Владимир Мирославович
Владимир Мирославович Головатый (укр. Володимир Мирославович Головатий; 2 ноября 1968) — советский и украинский футболист, футбольный тренер. Выступал на позиции полузащитника.

## Биография
Начинал играть в футбол в 1985 году в команде «Прикарпатье». В её составе он провёл два года и сыграл 35 матчей во второй лиге СССР. После небольшого перерыва в карьере он вернулся в команду в 1989 году, а затем в 1992, уже после распада СССР. В первой лиге Украины Головатый провёл два сезона и по итогам сезона 1993/94 вышел с командой в элитный дивизион. В следующем сезоне он отыграл 13 матчей в высшей лиге и отметился забитым голом в ворота луцкой «Волыни». Однако по ходу сезона игрок покинул команду и перешёл в выступавший на любительском уровне «Химик» (Калуш). В сезонах 1995/96 и 1996/97 выступал за «Калуш» во второй лиге. В 1997 году подписал контракт с клубом первой лиги «Десна» и провёл в его составе полтора сезона. В дальнейшем выступал за другие клубы первой и второй лиги «Кремень», «Калуш», «Энергетик» Бурштын и «Нефтяник» Долина. В 2000 году, вернувшись в «Калуш», параллельно был также главным тренером команды. В 2004 году, уже после завершения игровой карьеры, возглавлял любительский клуб «Тужилов».

## Достижения
«Прикарпатье»
- Победитель первой лиги: 1993/94